# Saba (género)
Saba es un género de plantas con flores con 4 especies de lianas perteneciente a la familia Apocynaceae. Son nativas de Sudamérica, África y Madagascar.

## Taxonomía
El género  fue descrito por Marcel Pichon y publicado en Mémoires de l'Institut Français d'Afrique Noire 35: 302. 1953.

## Especies
- Saba comorensis
- Saba florida
- Saba senegalensis
- Saba thomsoni